# Løve
Løve is een plaats in de Deense regio Seeland, gemeente Kalundborg, en telt 296 inwoners (2008).